# Monoctonus nervosus
Monoctonus nervosus är en stekelart som först beskrevs av Alexander Henry Haliday 1833.  Monoctonus nervosus ingår i släktet Monoctonus och familjen bracksteklar. Arten är reproducerande i Sverige. Inga underarter finns listade i Catalogue of Life.